# 萌黃之館
萌黃之館（日语：旧シャープ住宅）是位於兵庫縣神戶市中央區北野町的一座異人館，在1980年12月18日被列入日本的重要文化財。也是目前重要傳統的建造物群保存地區「北野町山本通」的構成部分。

## 沿革
萌黃之館建於1903年，是美國駐神戶總領事亨特·夏普（Hunter Sharp）的官邸，建築物是由威廉·梅里尔·沃瑞斯設計。1944年，神戶電鐵社長小林秀雄從一個德國人手中買下了這處房產，並一直居住在此1978年。因此，在1980年，建築物以「小林家住宅」（舊夏普住宅） 的名義被指定為重要文化財。除建築物外，其803.6平方公尺的院子區域也被指定為重要文化財產。
這座建築物因其外表顏色而被稱為「白色異人館」，但在1989年，進行修復時意外發現奠基時的外牆顏色為淡綠色及萌黃色 ，故在此次修復中還原原貌。此建築物以兩種不同型狀的飄窗為特點，其一樓的開放式陽台和入口大廳建築的主要特徵。從二樓的陽台能夠眺望神戶港。
在1995年阪神淡路大地震時，萌黃之館的三座煙囪全部倒塌，其外壁出現裂紋，造成重大損失，在歷時一年才得以修復。目前在花園的一角展示著倒塌的煙囪。

## 圖片

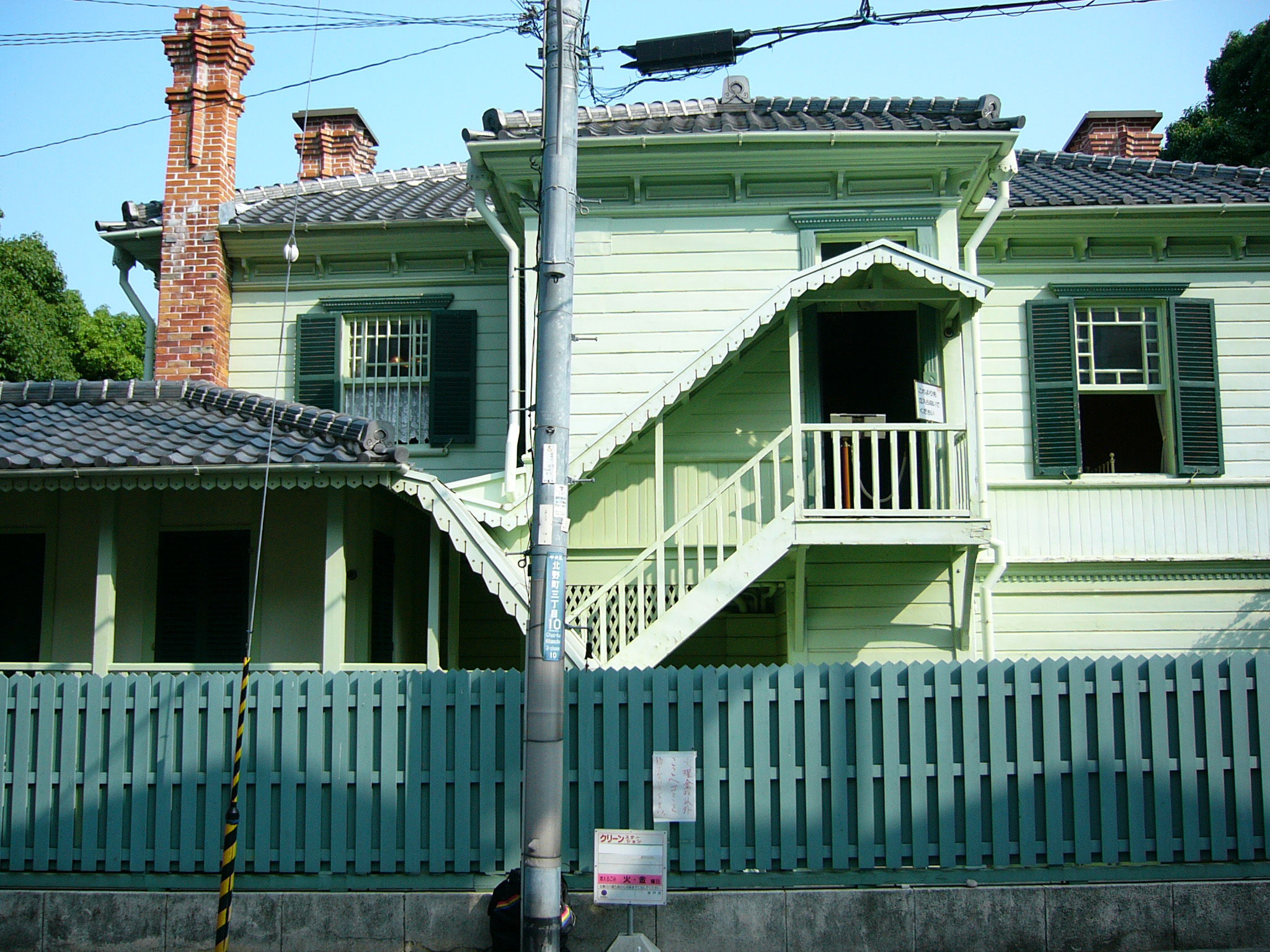
北面
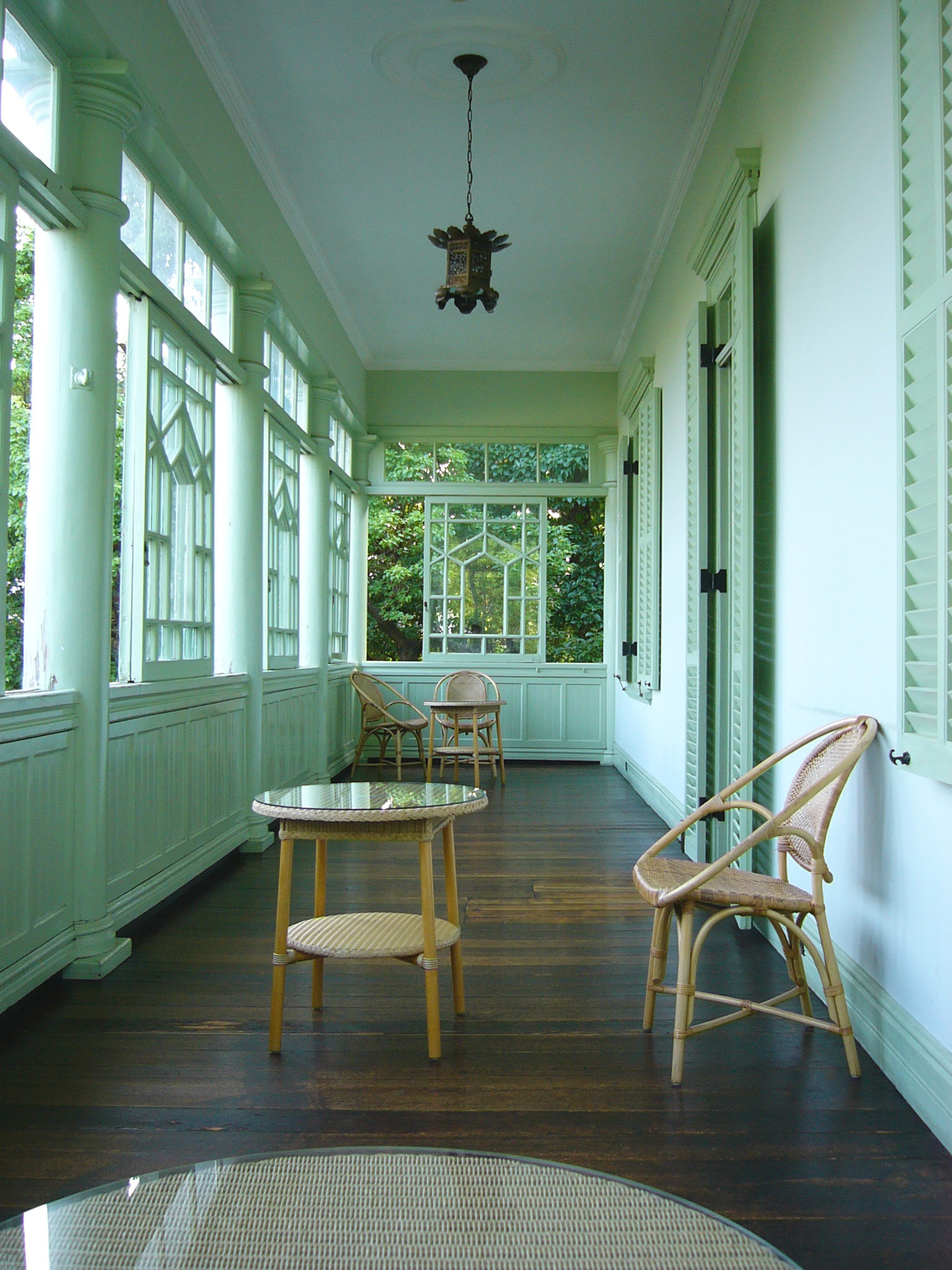
2樓
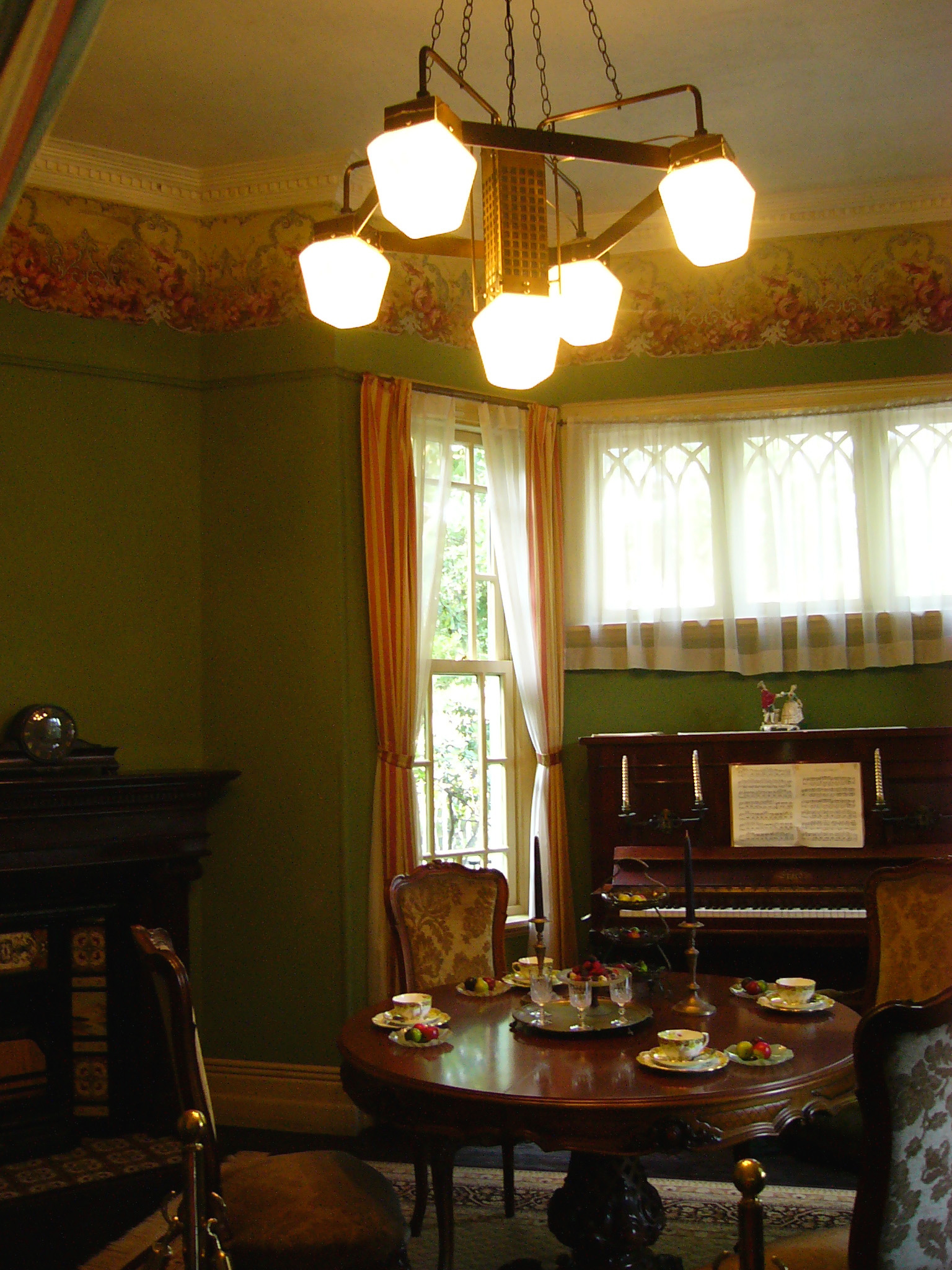
1樓
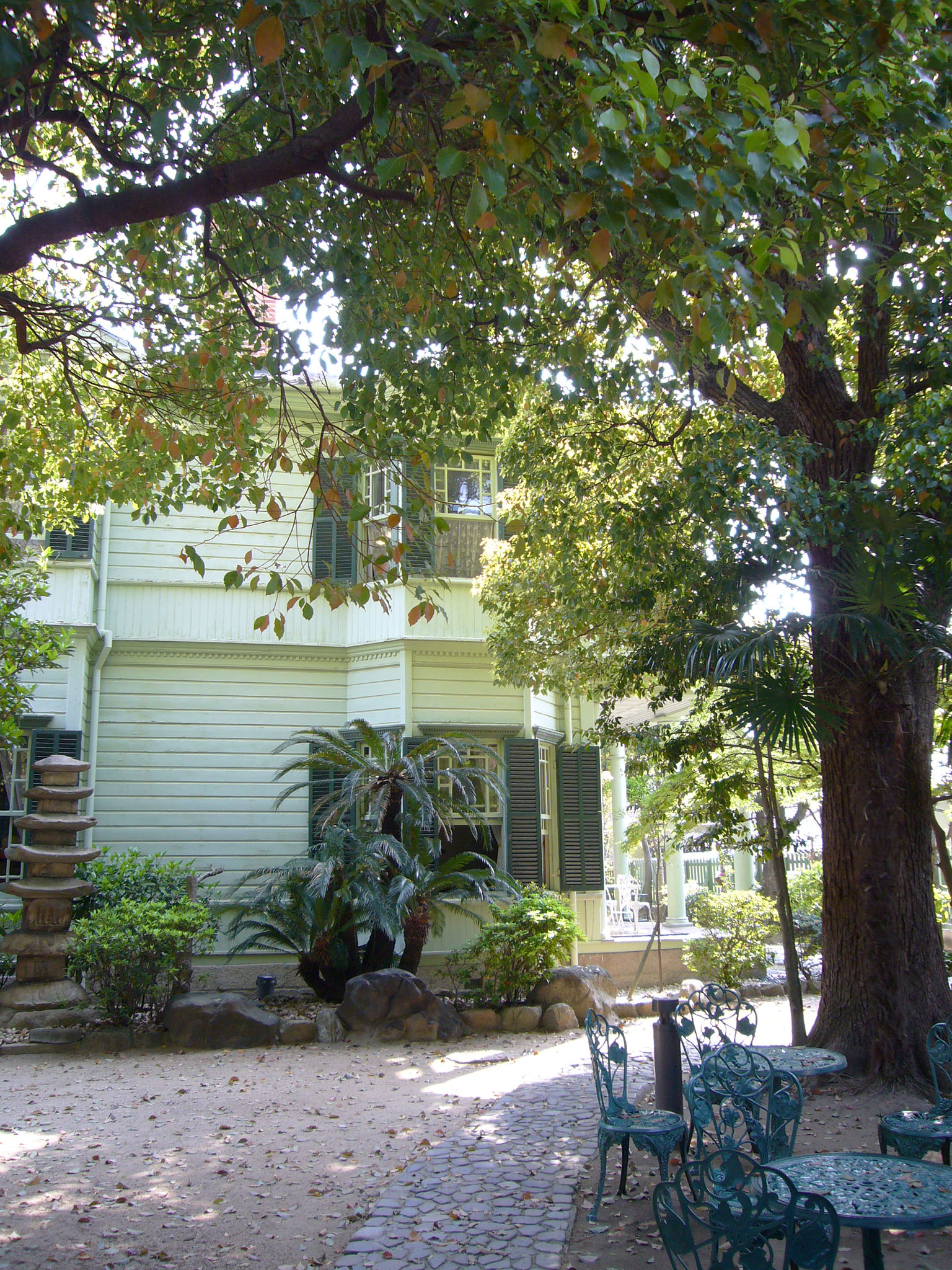
西玄關
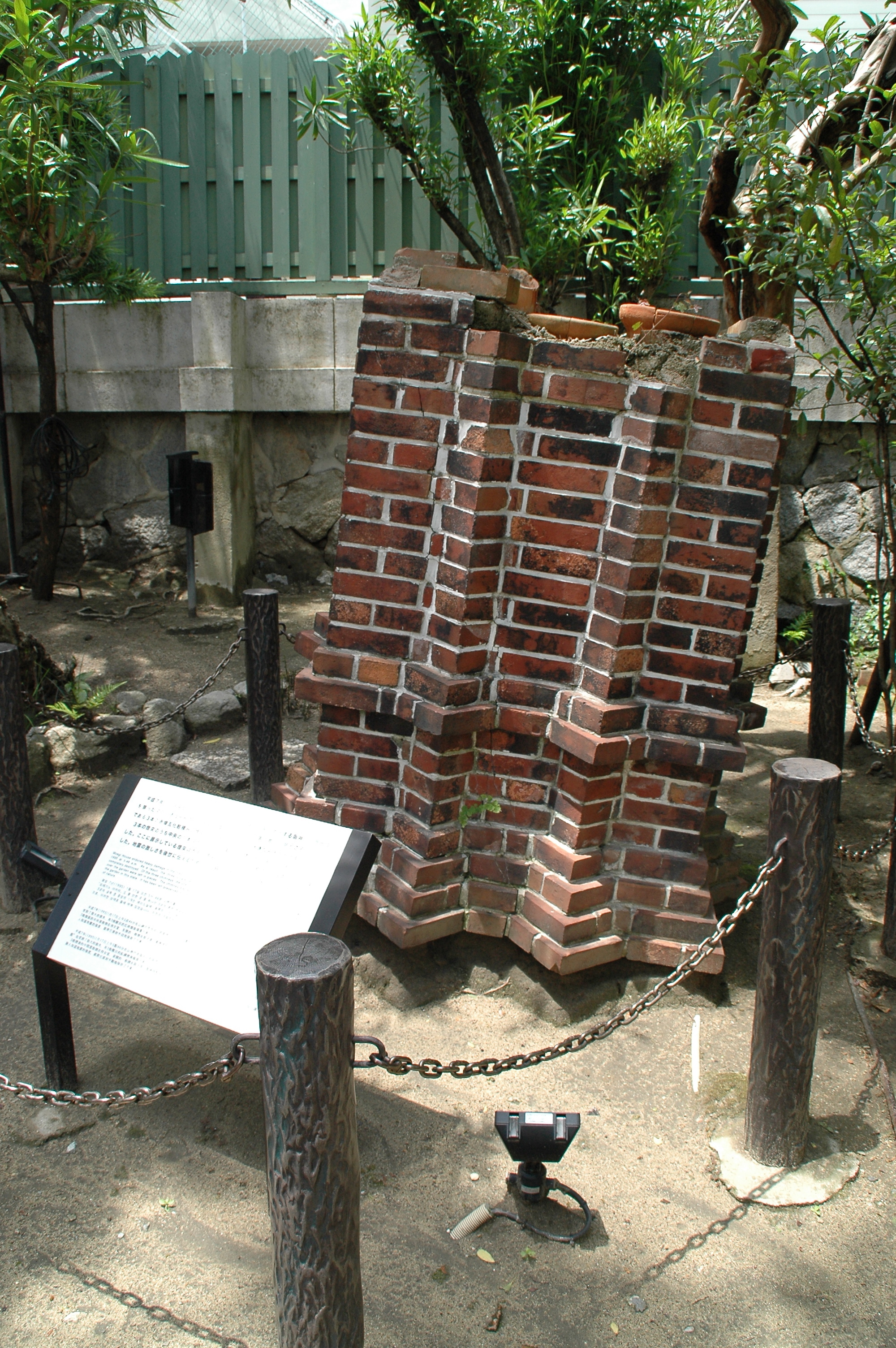
崩落的煙囪

## 外部連結
- 神戸市：萌黄の館（2014年3月29日閲覧） （页面存档备份，存于）
- 萌黄の館｜異人館ネット（2014年3月29日閲覧） （页面存档备份，存于）
- 萌黄の館[観光]神戸公式観光サイト FeelKOBE（2014年3月29日閲覧）（页面存档备份，存于）
- 维基共享资源上的相關多媒體資源：萌黃之館